# Fátima o el parque de la fraternidad
Fátima o el parque de la fraternidad es una película cubana de 2014, dirigida por Jorge Perugorría. Está basada en el cuento homónimo del escritor Miguel Barnet.

## Sinopsis
Manuel García (Carlos Enrique Almirante), quien es apodado Manolito, es un joven cubano homosexual que nació y vive su adolescencia en Madruga, una localidad del interior de Cuba. Posteriormente huye del maltrato homofóbico de su pueblo natal a La Habana, donde en el Parque de la Fraternidad conoce a Vaselina (Tomás Cao), de quien se enamora. Vaselina anima a Manolito a travestirse, bajo el nombre de Fátima, por su devoción a la Virgen de Fátima. Su nueva vida, entre las noches de cabaret y la prostitución, le hará ser consiente de su identidad de género como persona trans.

## Reparto
El reparto está compuesto por:
- Carlos Enrique Almirante como Manuel "Manolito" García/Fátima
- Tomás Cao como Vaselina
- Mirtha Ibarra
- Broselianda Hernández
- Néstor Jiménez
- Mario Guerra

## Producción
La película, primer largometraje de Jorge Perugorría, está basada en el cuento de 2006, ganador del Premio Juan Rulfo, Fátima o el parque de la fraternidad del escritor y etnólogo cubano Miguel Barnet. La adaptación del guion fue trabajo de Fidel Antonio Orta.
La película fue estrenada en 2014 durante el Festival del Nuevo Cine Latinoamericano de La Habana.

## Nominaciones
- Nominada a Mejor película en el Festival del Nuevo Cine Latinoamericano de La Habana de 2014.[5]